# Celestino García Romero
Celestino García Romero (Boiro, 19 de enero de 1855 - Santiago de Compostela, 18 de enero de 1929) fue un fraile y escritor español.

## Trayectoria
Jesuita desde 1880, hizo sus votos definitivos el 2 de febrero de 1892. Fue poeta en latín, castellano y gallego. Su poema gallego más conocido es "Canto a Galicia", publicado en 1929 y traducido al italiano. Escribió las piezas teatrales "Santa Liberata", drama histórico y la comedia A señá Tiburcia (estrenada por el Colegio de Huérfanas de Santiago, 1920), así como poemas y cuentos en gallego para niños, y algunos trabajos arqueológicos.
Colaboró en Ultreya. Publicó algunos trabajos ensayísticos en lengua gallega, como "As reliquias de Sant Yago", "Un ourensano que n’e de esquencer" y "Defensa del protohistorismo del idioma gallego".
Entre sus trabajos ensayísticos en castellano están "Un templo primitivo en el Coto de Amoreira", "Una estación romana desconocida", "Las lápidas romanas de Ciudadela", "Memorias romanas de Cuntis", "Un libro de Galicia y un escritor gallego", "De re epigrafica", "Inscripciones en las iglesias de Padrón y Pastoriza" y "Galicia y las Islas Británicas en tiempos remotisimos".
Tuvo una intensa actividad epistolar con historiadores coetáneos como César Vaamonde Lores.
En 2000 la editorial SEPT publicó su ensayo teológico Infierno y gloria, una edición facsímil del manuscrito, que es el primero tratado teológico escrito en lengua gallega. Dejó inéditas las obras Las lámparas del Apóstol y un ensayo lingüístico titulado Sobor del antiguo lenguaje del pueblo gallego.